# Siège de Gisors
Guerre de Cent Ans
Batailles
Le siège de Gisors (31 août 1419 - 11 septembre 1419) est un épisode de la Guerre de Cent Ans, marqué par la prise de la ville et du château de Gisors par les forces anglaises dirigées par le duc de Clarence et John Cornwall, après un siège de trois semaines contre une garnison bourguignonne commandée par Lyonnel de Bournonville et David de Gouy. La capitulation de Gisors consolide la conquête anglaise de la Normandie, amorcée avec la prise de Rouen en janvier 1419.

## Contexte
En 1419, la Guerre de Cent Ans atteint un tournant avec la conquête progressive de la Normandie par le roi d’Angleterre Henri V. Après la prise de Rouen en janvier 1419, les Anglais, soutenus par leurs alliés bourguignons dans certaines régions, cherchent à sécuriser le Vexin normand, une zone stratégique reliant la Normandie à l’Île-de-France. Gisors, située sur l’Epte et dotée d’un château fortifié, est un point clé pour contrôler la région et bloquer les communications entre les forces françaises fidèles au dauphin Charles et leurs alliés bourguignons.
En 1417, le sire de Jean de Villiers de L'Isle-Adam, rallié aux Bourguignons, confie la défense de Gisors à Lyonnel de Bournonville et David de Gouy. Cependant, face à l’avancée anglaise, la ville et son château se retrouvent isolés, les renforts bourguignons étant limités par la guerre civile entre Armagnacs et Bourguignons.

## Déroulement

### Début du siège
Le 31 août 1419, les Anglais, sous le commandement du duc de Thomas de Lancastre (1er duc de Clarence), entament le siège de Gisors avec une armée probablement équipée d’artillerie, comme le suggèrent les pratiques anglaises de l’époque. La garnison bourguignonne, composée de 200 à 300 hommes sous les ordres de Lyonnel de Bournonville, assisté de David de Gouy et du lieutenant Colart Angrin, résiste vaillamment. 
Les bourgeois de la ville, représentés par Simon Sainte et Robert Cocherel, participent à la défense, mais les ressources s’amenuisent rapidement face à la pression anglaise.
Au printemps 1419, Bournonville et Gouy avaient tenté une sortie audacieuse vers Sérifontaine, où ils massacrèrent un camp anglais, mais furent poursuivis par des forces irlandaises qui ravagèrent Sérifontaine en représailles. Cette action, bien que courageuse, n’empêche pas l’encerclement de Gisors par les Anglais.

### Négociations et capitulation
Face à l’impossibilité de recevoir des secours du roi Charles VI ou du dauphin, la garnison entame des pourparlers. Le 11 septembre 1419, un traité de capitulation est signé entre John Cornwall, représentant anglais, et les défenseurs de Gisors, incluant Bournonville, Angrin, Sainte et Cocherel. Les termes stipulent que :
La ville sera livrée le 18 septembre aux Anglais, sauf si des secours arrivent avant.
Les prisonniers anglais seront libérés sans condition.
Les défenseurs s’engagent à ne pas soutenir le château de Gisors après la reddition.
Les habitants et soldats souhaitant partir pourront le faire avec leurs biens sous sauf-conduit, laissant l’artillerie et les vivres.
Les bourgeois restant sous l’autorité anglaise conserveront leurs terres et droits.
Quatre gentilshommes et quatre bourgeois passent chez l'ennemi en tant que garantie de l’accord.
Aucun secours n’arrivant, la ville est remise aux Anglais le 18 septembre, et le château capitule trois jours plus tard.

## Conséquences
La prise de Gisors marque une étape clé dans la conquête anglaise de la Normandie, consolidant le contrôle d’Henri V sur le Vexin normand. Le 28 septembre, Henri V séjourne au château de Gisors et accorde aux bourgeois le droit de fortifier la ville, de lever des impôts et d’exploiter les ressources du Buisson de Bleu. Le 19 novembre, il nomme Richard Wideville bailli de Gisors, Vernon, Andely et Lyons, tandis que Jehan de Bordeaux devient procureur du roi au bailliage.
L’occupation anglaise de Gisors dure trente ans, jusqu’à sa reprise par Charles VII en 1449. La chute de Gisors affaiblit les Bourguignons dans la région et renforce la mainmise anglaise, facilitant leur progression vers d’autres places fortes comme Pontoise et Mantes. La résistance des partisans dans le Vexin, soutenue par des armées comme celle de Lyons, persiste néanmoins, harcelant les forces anglaises dans les années suivantes.